# Чалый, Николай Поликарпович
Николай Поликарпович Чалый (7 июля 1915, г. Купянск, Харьковская губерния, Российская империя — 2 июля 1944, д. Дорошевичи, Мозырский район (ныне Петриковский район, БССР) — командир группы волновиков 66-го отдельного отряда дымомаскировки и дегазации Днепровской военной флотилии, младший лейтенант. Герой Советского Союза.

## Биография
Родился 7 июля 1915 года в городе Купянск, ныне Харьковской области.
В Военно-Морском флоте с 1937 года. Служил на Керченской военно-морской базе Черноморского флота. Окончил школу связи. Член ВКП(б) с 1941 года.
В боях в Великую Отечественную войну с 1941 года.
Участвовал:
1. В обороне Керченской военно-морской базы, высадке десанта на Керченском полуострове — 1941 год;
2. В обороне Туапсинской военно-морской базы — 1942—1944 гг.;
3. В четырёх десантных операциях на р. Припять: десант в Здудичах, десант в районе Скрыгалово — Конковичи, Петриковский десант, Дорошевичинский десант — 1944 г.

### Смерть
Жестокий бой произошёл 2 июля 1944 г при высадке очередного речного десанта у деревни Дорошевичи Гомельской области. Отряд младшего лейтенанта Чалого стремительно ворвался в село и стал теснить гитлеровцев к центру. Этим воспользовались основные силы десанта и очистили населенный пункт от противника. Гитлеровцы вынуждены были покинуть Дорошевичи и укрыться за высоким валом, который ограждал их главное укрепление. Когда до вражеского вала оставалось немного времени, слева ударил пулемет. Десантники залегли, а командир с гранатой в руке приподнялся для броска. Чалый ещё успел метнуть гранату, но взрыва уже не услышал.
Указом Президиума Верховного Совета Николаю Поликарповичу Чалому присвоено посмертно звание Героя Советского Союза.
Похоронен в д. Голубица, Петриковского района, Гомельской обл. В деревне Дорошевичи установлен обелиск.

## Память
- Памятник Н. П. Чалому в Петриков